# Mintonia ramipalpis
Mintonia ramipalpis là một loài nhện trong họ Salticidae.
Loài này thuộc chi Mintonia. Mintonia ramipalpis được Tord Tamerlan Teodor Thorell miêu tả năm 1890.